# FC Akzhayik
FC Akzhayik là một câu lạc bộ bóng đá chuyên nghiệp Kazakhstan, đến từ Oral, hiện tại đang thi đấu ở Giải bóng đá hạng nhất quốc gia Kazakhstan.

## Lịch sử

### Tên gọi
- 1968: Thành lập với tên gọi Uralets
- 1993: Câu lạc bộ đổi tên thành Uralets-Arma vì lý do tài trợ
- 1997: Câu lạc bộ đổi tên thành Zhangir
- 1998: Câu lạc bộ đổi tên thành Naryn
- 1999: Câu lạc bộ đổi tên thành Batys
- 2004: Câu lạc bộ đổi tên thành Akzhayik

### Lịch sử giải quốc gia
| Mùa giải | Giải đấu | Giải đấu | Giải đấu | Giải đấu | Giải đấu | Giải đấu | Giải đấu | Giải đấu | Giải đấu | Cúp bóng đá Kazakhstan | Vua phá lưới | Vua phá lưới | Huấn luyện viên      |
| Mùa giải | Hạng     | Vị thứ   | St       | T        | H        | B        | BT       | BB       | Đ        | Cúp bóng đá Kazakhstan | Cầu thủ      | Giải đấu     | Huấn luyện viên      |
| -------- | -------- | -------- | -------- | -------- | -------- | -------- | -------- | -------- | -------- | ---------------------- | ------------ | ------------ | -------------------- |
| 1992     | thứ 1    | 16       | 18       | 13       | 0        | 5        | 42       | 17       | 39       |                        |              |              |                      |
| 1993     | thứ 1    | 15       | 24       | 14       | 5        | 5        | 41       | 12       | 47       | Vòng Hai               |              |              |                      |
| 1994     | thứ 1    | 16       | 30       | 4        | 9        | 17       | 20       | 56       | 21       | Vòng Hai               |              |              |                      |
| 1995     | thứ 2    | 6        | 10       | 0        | 0        | 10       | 4        | 26       | 0        |                        |              |              |                      |
| 1997     | thứ 2    | 2        | 4        | 2        | 0        | 2        | 9        | 5        | 6        |                        |              |              |                      |
| 1998     | thứ 1    | 14       | 26       | 0        | 3        | 23       | 11       | 73       | 3        |                        |              |              |                      |
| 1999     | thứ 2    | 4        | 3        | 0        | 1        | 2        | 1        | 3        | 1        |                        |              |              |                      |
| 2000     | thứ 2    | 4        | 8        | 1        | 1        | 6        | 3        | 17       | 4        |                        |              |              |                      |
| 2001     | thứ 2    | 6        | 4        | 1        | 0        | 3        | 2        | 4        | 3        |                        |              |              |                      |
| 2002     | thứ 2    | 2        | 24       | 13       | 4        | 7        | 36       | 24       | 43       |                        | Avakyants    | 9            |                      |
| 2003     | thứ 1    | 16       | 32       | 8        | 2        | 22       | 25       | 74       | 26       |                        |              |              | Zhuravlyov           |
| 2004     | thứ 1    | 17       | 36       | 7        | 4        | 25       | 24       | 83       | 25       |                        |              |              | Zhuravlyov           |
| 2006     | thứ 2    | 6        | 26       | 16       | 1        | 9        | 56       | 31       | 49       | Vòng 16 đội            |              |              |                      |
| 2007     | thứ 2    | 2        | 22       | 18       | 2        | 2        | 57       | 14       | 56       | Vòng 16 đội            |              |              |                      |
| 2008     | thứ 2    | 10       | 26       | 10       | 1        | 15       | 35       | 47       | 31       | Vòng 16 đội            |              |              |                      |
| 2009     | thứ 2    | 2        | 26       | 16       | 4        | 6        | 46       | 29       | 52       | Vòng Một               |              |              |                      |
| 2010     | thứ 1    | 11       | 32       | 7        | 5        | 20       | 33       | 58       | 26       | Vòng Ba                | Sakyi        | 14           | Chernyshov           |
| 2011     | thứ 2    | 4        | 32       | 16       | 8        | 8        | 54       | 30       | 53       | Vòng Hai               |              |              | Chernyshov           |
| 2012     | thứ 1    | 8        | 26       | 10       | 4        | 12       | 34       | 39       | 34       | Vòng Hai               | Zyankovich   | 12           | Škrlík               |
| 2013     | thứ 1    | 12       | 32       | 7        | 10       | 15       | 37       | 50       | 19       | Tứ kết                 | Zyankovich   | 9            | Galstyan / Petrović  |
| 2014     | thứ 2    | 5        | 28       | 16       | 7        | 5        | 46       | 24       | 55       | Vòng Một               |              |              | Petrović / Volgin    |
| 2015     | thứ 2    | 1        | 24       | 17       | 2        | 5        | 60       | 21       | 53       | Vòng Hai               | Hromțov      | 14           | Volgin / Baysufinov  |
| 2016     | thứ 1    | 10       | 32       | 11       | 2        | 19       | 27       | 50       | 35       | Vòng 16 đội            | Coronel      | 8            | Baysufinov / Masudov |

## Danh hiệu
- Giải bóng đá hạng nhất quốc gia Kazakhstan (1): 2015

## Huấn luyện viên
- Boris Zhuravlyov (2003–04)
- Bauyrzhan Baimukhammedov (2006)
- Andrey Chernyshov (29 tháng 1 năm 2010 –30 tháng 6 năm 2011)
- Jozef Škrlík (16 tháng 2 năm 2012 –31 tháng 12 năm 2012)
- Poghos Galstyan (27 tháng 2 năm 2013 –4 tháng 6 năm 2013)
- Ljupko Petrović (14 tháng 7 năm 2013 –14 tháng 7 năm 2014)
- Sergei Volgin (14 tháng 7 năm 2014 –17 tháng 6 năm 2015[1])
- Talgat Baysufinov ([2] 17 tháng 7 năm 2015–)